# (2605) Sahade
(2605) Sahade (1974 QA; 1979 NC) ist ein ungefähr zwölf Kilometer großer Asteroid des äußeren Hauptgürtels, der am 16. August 1974 am Felix-Aguilar-Observatorium im Nationalpark El Leoncito in der Provinz San Juan in Argentinien (IAU-Code 808) entdeckt wurde. Er gehört zur Eos-Familie, einer Gruppe von Asteroiden, die nach (221) Eos benannt ist.

## Benennung
(2605) Sahade wurde nach dem argentinischen Astrophysiker Jorge Sahade benannt, der von 1985 bis 1988 Präsident der Internationalen Astronomischen Union, Präsident des Observatorio Astronómico de Córdoba und Präsident des Observatorio Astronómico de La Plata sowie erster Präsident des Instituto de Astronomía y Física del Espacio war.